# Taposiris Magna

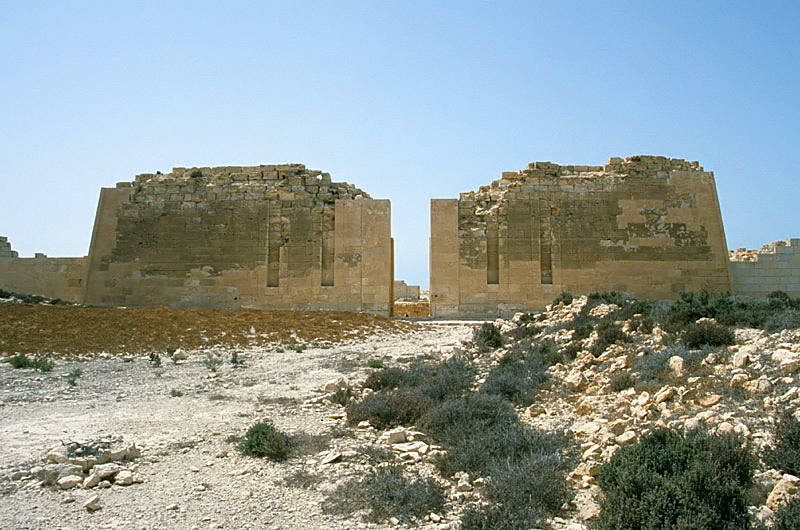
Pilonos del templo de Osiris en Taposiris Magna.

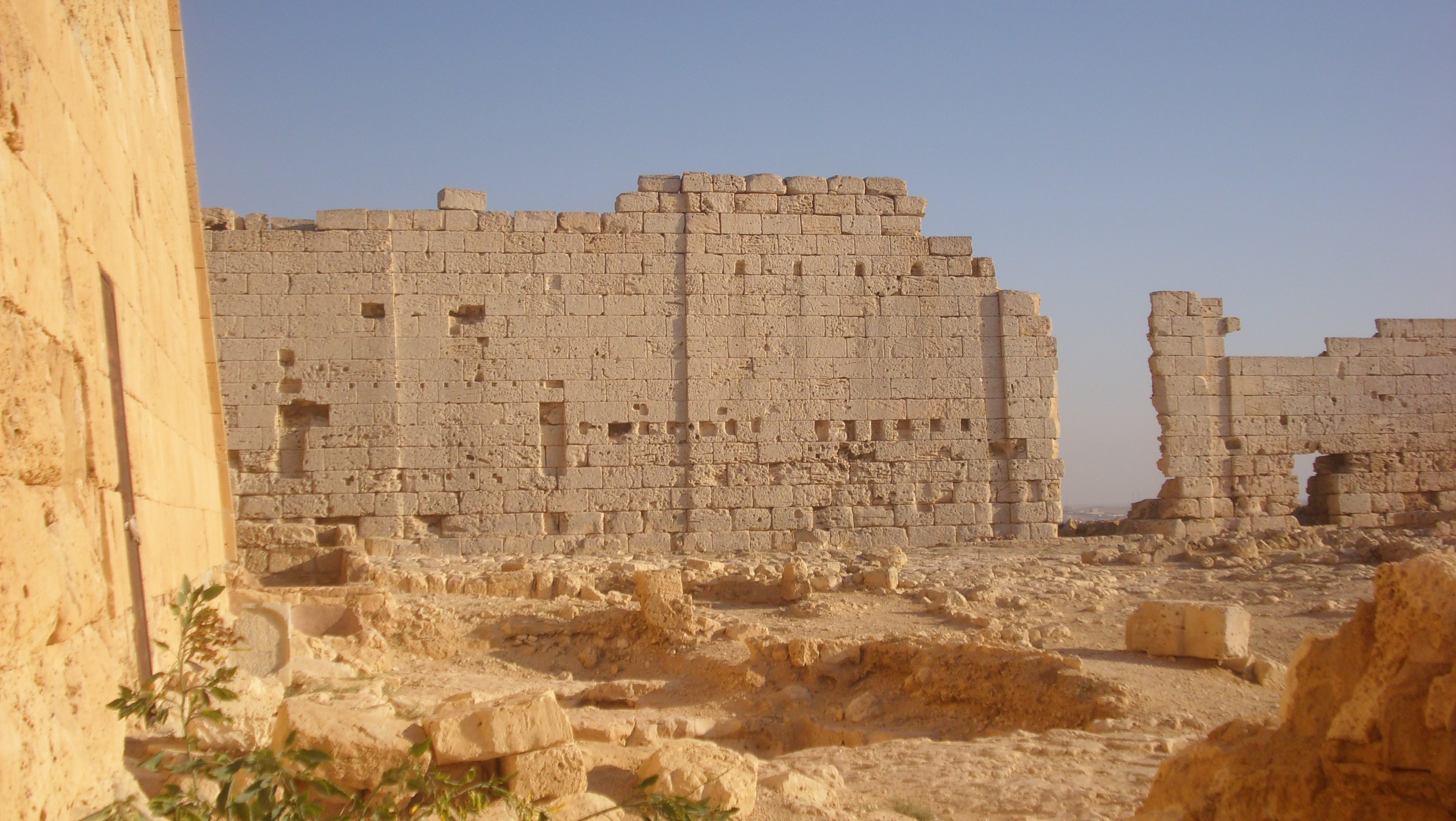
Vista sur de las ruinas del interior del templo de Osiris.

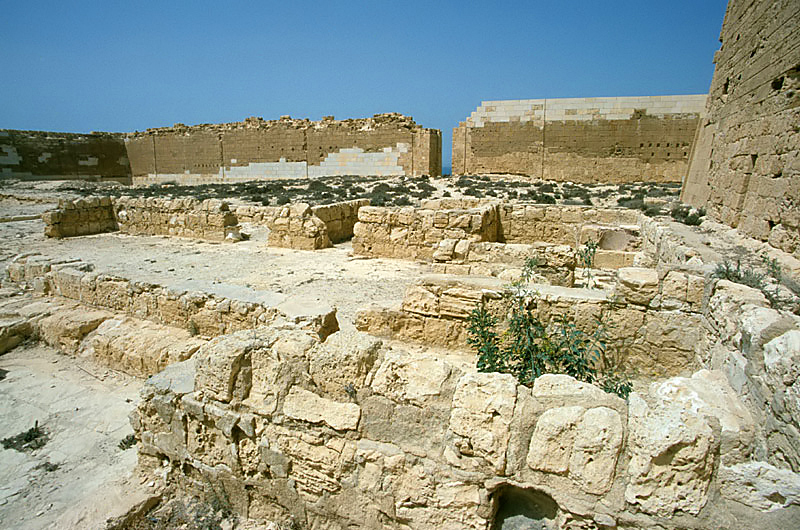
Restos de la basílica cristiana en el templo de Osiris.

Taposiris Magna fue una ciudad y un templo egipcio establecidos por Ptolomeo II entre los años 280 y 270 a. C. El nombre significa 'gran tumba de Osiris', que Plutarco identifica con un templo egipcio en la ciudad.
Las ruinas de la antigua ciudad helenística, romana y bizantina, hoy, la moderna Abusir, situada a 45km al oeste de Alejandría, en la gobernación de Matrú. 
Después de la conquista de Egipto por Alejandro Magno en 332 a. C. y con la fundación de Alejandría, el templo de Taposiris Magna se convirtió en el centro del festival religioso de Joiak.

## Función comercial

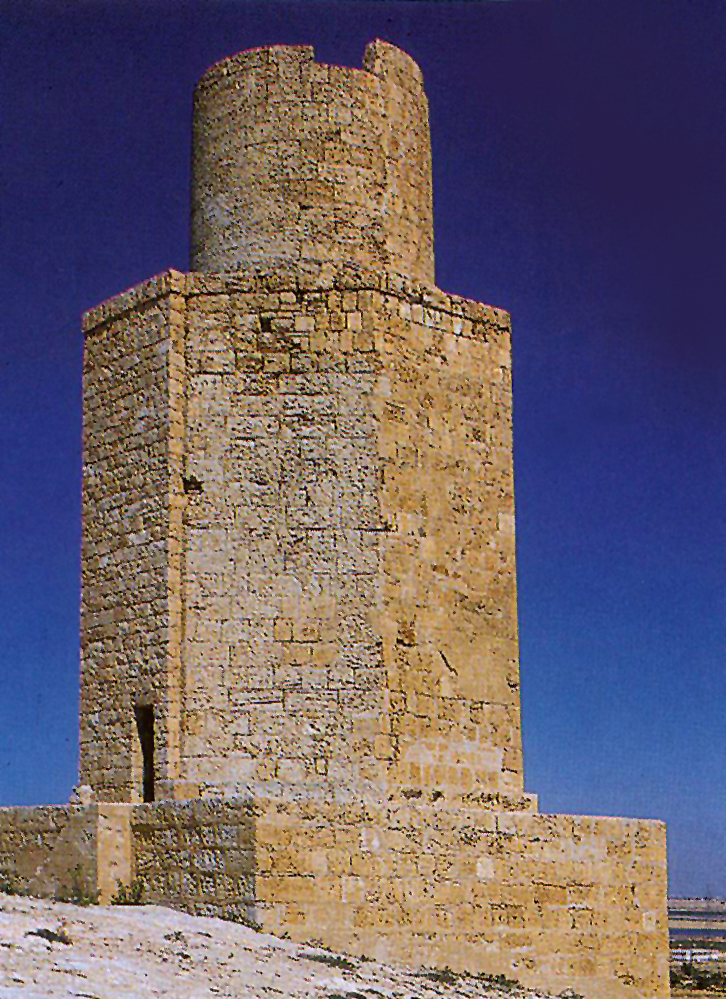
Ruinas del faro, conocido como Bourg el-Arab.

La ciudad se situaba en el brazo navegable del ahora seco y fuera de la base del antiguo lago Mariout. La medida del lago plantea la posibilidad de la importancia del papel que el puerto jugó en el comercio entre Egipto y Libia. Los comerciantes del oeste podrían utilizar el transporte marítimo hasta el puerto y desde allí tomar la ruta de la caravana. De igual modo el comercio hacia Libia podría utilizar embarcaciones en Taposiris y transportar mercancía a ciudades del interior de Egipto, a pesar de que esta teoría también tiene sus críticos. El vino producido en esta zona de Egipto era también famoso en este periodo. Edificios privados y públicos han sido encontrados en la zona junto a cisternas e iglesias. La necrópolis muestra una variedad de estilos de entierro de sarcófagos a pirámides de columnas o pilastras. Este poblamiento antiguo fue ocupado desde el segundo siglo a. C al XVII.

## El templo de Osiris y el faro
En un afloramiento de caliza que separa el lago Mareotis del mar Mediterráneo, se ubican dos monumentos que fueron restaurados parcialmente en los años 1930. Uno es una torre utilizada en la reconstrucción del faro de Alejandría y el otro son los restos de un templo de Osiris que también es considerado como el lugar donde podría descansar Cleopatra. En estudios eruditos de la torre que todavía se desarrollan plantean que "La Torre de Abusir" no era un faro sino incluso una atalaya. Fue probablemente construida durante la dinastía ptolemaica después de la construcción del Faro y era sólo un monumento funerario.
Győző Vörös, que excavó entre 1998 y 2004 descubrió los cimientos de un santuario de estilo griego, el único templo griego encontrado en Egipto, hasta el momento. Más tarde, durante el período romano sería desmantelado para readaptarlo como fortaleza y a finales del siglo IV se construyó una basílica cristiana dentro de las murallas y más tarde se convertiría en monasterio bizantino.Győző Vörös (2004). Taposiris Magna. A temple, fortress and monastery of Egypt. Egypt Excavation Society of Hungary. p. contraportada. ISBN 963214886X.

## Exploraciones arqueológicas
En 1798 Napoleón Bonaparte llegó a Egipto y desarrolló una investigación arqueológica en la ciudad de Alejandría y Taposiris Magna. Cuando en 1801 el Imperio otomano ocupó la ciudad el Gobernador Mehmet Alí del Jedivato de Egipto decidió reconstruir la ciudad moderna de Alejandría sobre las ruinas de la ciudad vieja. En el siglo XX las excavaciones se desarrollaron bajo el mandato de Evaristo Breccia. Calisthenis declaró que Alejandro Magno visitó la ciudad del Oasis de Siwa apoyando la teoría de que debe haber existido allí una ciudad en el periodo helenístico. Varios arqueólogos han trabajado en esta zona desde 1998.
La expedición iniciada en 2002 autofinanciada por la abogada dominicana Kathleen Martínez, ha encontrado 27 tumbas, 20 de las cuales con forma de sarcófagos abovedados, parcialmente subterráneos y parcialmente sobre el suelo. Las 7 restantes son escaleras que se dirigen a cámaras de entierro sencillas. Dentro de estas tumbas, el equipo ha encontrado un total de 10 momias, 2 de ellas doradas. El descubrimiento de este cementerio indica que una persona importante, probablemente de estatus real, podría haber sido enterrado en el templo. El estilo de las tumbas recientemente descubiertas indican que fueron construidas durante el periodo Greco-Romano. Martínez declara que la expedición ha excavado un templo en Taposiris Magna dedicado a la diosa Isis, y descubierto monedas con la cara de Alejandro Magno. Han encontrado varios pozos profundos dentro del templo, tres de los cuales parecen haber sido utilizados para entierros. Es posible que estos pozos fueran las tumbas de personas importantes, y quienes dirigen el equipo arqueológico creen que Cleopatra y Marco Antonio podrían haber sido enterrados en un pozo profundo similar a los ya descubiertos dentro del templo.
Martínez dijo que la expedición ha encontrado hasta ahora una hermosa cabeza de Cleopatra, junto con 22 monedas que llevan su imagen. La estatua y las monedas la muestran como una belleza, en contradicción con la idea sugerida recientemente por un curador del museo inglés asegurando que la reina era bastante fea. Los hallazgos de Taposiris reflejan un encanto que podría haber capturado los corazones de Julio César y Marco Antonio, e indican que Cleopatra no fue en absoluto atractiva. Además, las características de la cabeza esculpida no muestran signos de ascendencia africana, lo que contradice una teoría recientemente avanzada. El equipo también ha encontrado muchos amuletos, junto con una hermosa estatua sin cabeza que data del período ptolemaico. Entre los hallazgos más interesantes se encuentra una máscara única que representa a un hombre con un mentón hendido. La cara tiene cierta similitud con los retratos conocidos del mismo Marco Antonio.
Un estudio de radar del templo de Taposiris Magna, al oeste de Alejandría, se completó como parte de la búsqueda de la tumba de Cleopatra y Marco Antonio. La expedición del Consejo Supremo de Antigüedades (SCA) que excavó el templo y sus alrededores fue encabezada por Zahi Hawass, en ese momento, Secretario General del SCA y Kathleen Martínez, investigadora de República Dominicana.
En 2010 arqueólogos descubrieron unas enormes estatuas de granito del rey del periodo ptolemaico, y la puerta original de un templo dedicado al dios Osiris. Según el arqueólogo egipcio Zahi Hawass la escultura monumental, que representa una figura tradicional de un antiguo faraón egipcio con cuello y falda, podría representar a Tolomeo IV, el faraón que construyó el templo de Taposiris Magna. El equipo también encontró piedras de piedra caliza que una vez habrían alineado la entrada al templo. Una de estas huellas indica que la entrada estaba bordeada por una serie de estatuas de Esfinge similares a las de la era faraónica. Detrás del templo fue descubierta una necrópolis con numerosas momias del estilo grecorromano. Investigaciones iniciales, dijo el Dr. Hawass, indican que las momias fueron enterradas con sus caras hacia el templo, lo que significaría probablemente que en el templo estaría enterrada una personalidad real significativa, posiblemente Cleopatra VII.
En 2012 se descubrió que las ruinas también habían sido afectadas por la Segunda Batalla de El Alamein. El equipo encontró varias bombas sin explotar, así como restos carbonizados de italianos y soldados de Nueva Zelanda dentro de sus túneles. En 2013, la excavación se detuvo pero Martínez logró más tarde permiso para continuar su trabajo en el lugar.
En 2015 un documental de televisión titulado "La Tumba Perdida de Cleopatra" emitido por el Canal 4 en el Reino Unido, Martínez dijo que estaba segura de que estaban cerca de encontrar la tumba allí, posiblemente en un rincón del sitio donde se habían descubierto dos tumbas muy profundas. Se esperaba que el trabajo para investigar las probables tumbas comenzara cuando la temporada oficial de excavaciones lo hiciera en 2016.
En 2021 los arqueólogos han hallado una momia con la lengua de oro.
En noviembre de 2022, el Ministerio de Turismo y Antigüedades de Egipto anunció el descubrimiento, por la misión egipciodominicana de la Universidad de Santo Domingo, de un túnel tallado en la roca a una profundidad de 13 metros, alrededor de 1350 metros de largo y 2 de alto, en la zona del templo. Podría ser algo similar al ya conocido túnel de Eupalino (siglo VI a. C.), en Samos, Grecia.